# Tarzan (Musical)
Tarzan ist ein Musical des britischen Musikers, Songwriters und Musikproduzenten Phil Collins und des US-amerikanischen Schriftstellers David Henry Hwang. Es basiert auf dem Zeichentrickfilm Tarzan der Walt Disney Studios aus dem Jahr 1999 und der von dem US-amerikanischen Schriftsteller Edgar Rice Burroughs erdachten Figur Tarzan. Die Uraufführung fand am 10. Mai 2006 im Richard Rodgers Theatre in New York City statt.

## Hintergrund
Das Musical Tarzan basiert auf dem Zeichentrickfilm Tarzan der Walt Disney Studios aus dem Jahr 1999 sowie auf den Geschichten rund um die von dem US-amerikanischen Schriftsteller Edgar Rice Burroughs erdachte Figur Tarzan. Das Libretto zum Musical stammt aus der Feder von David Henry Hwang, die Musik steuerte wie auch schon zum Film der britische Musiker, Songwriter und Musikproduzent Phil Collins bei. Dabei wurden einige Stücke aus dem Film, die dort im Gegensatz zum Musical nicht von den Figuren, sondern von Collins selbst gesungen wurden, übernommen, der Großteil aber eigens hierfür neu geschrieben.
Die Uraufführung des Musicals fand am 10. Mai 2006 im Richard Rodgers Theatre in New York City statt. Mit der 486. Vorstellung wurde Tarzan dort am 8. Juli 2007 abgesetzt. In diesem Zeitraum von etwa 14 Monaten produzierte das Musical laut New York Times einen Verlust in Höhe von zwölf Millionen US-Dollar. Infolge dieses Misserfolgs verkaufte Disney die Lizenz für Tarzan an Stage Entertainment. Ab dem 15. April 2007 wurde das Musical im Circustheater im niederländischen Scheveningen und damit erstmals außerhalb der Vereinigten Staaten produziert. Dabei handelte es sich um eine Co-Produktion von Disney und Stage Entertainment. Dernière war am 24. Mai 2009. Von 2008 bis 2009 spielte Tarzan im schwedischen Kristianstad, im Juni und Juli 2013 in Manila auf den Philippinen. Ab 2010 tourte das Musical durch die Vereinigten Staaten.
Die deutschsprachige Version von Tarzan wurde erstmals am 19. Oktober 2008 in der Neuen Flora in Hamburg aufgeführt. Die Produktion kostete noch vor der Premiere etwa 20 Millionen Euro. Für Regie, Bühnenbild und Kostümdesign zeichnete Bob Crowley, für die technische Ausführung der Luftakrobatik Pichón Baldinu verantwortlich. Die Künstler wurden bei den Aufführungen von etwa 50 Mitarbeitern hinter der Bühne und über eine komplexe Seiltechnik abgesichert. Die Dernière von Tarzan in Hamburg fand nach fast fünf Jahren Spielzeit am 2. Oktober 2013 statt. Im Dezember 2012 wurde der Umzug des Musicals von Hamburg in das Stuttgarter Apollo Theater für Herbst 2013 angekündigt. Premiere war am 21. November 2013, Dernière am 28. August 2016. Am 6. November 2016 feierte Tarzan Premiere im Metronom Theater in Oberhausen. Dernière war am 23. September 2018. Seit November 2023 wird das Musical erneut in Stuttgart aufgeführt; diesmal im Stage Palladium Theater.

## Handlung

### Erster Akt
Vor der Küste Afrikas erleidet ein junges britisches Paar mit seinem neugeborenen Sohn Schiffbruch. Es gelingt der Familie, sich an den Strand zu retten, wo ihr ein Baumhaus im anliegenden Dschungel Schutz und Unterschlupf bietet. Wenig später wird sie von einem Leoparden angegriffen, der das Paar tötet. Das Kind verbleibt als einzig überlebendes Familienmitglied. Durch seine Schreie wird es von der Gorilladame Kala gefunden (Zwei Welten). Als sie nach einem Kampf gegen den Leoparden mit dem Kind zu ihrer Familie zurückkehrt, befiehlt ihr der Silberrücken Kerchak, zugleich ihr Gatte und Anführer der Gorillafamilie, das Menschenkind auszusetzen, da er in ihm aufgrund seiner Herkunft eine Gefahr für die Sippe sieht und weil er das Junge, das er zuvor gemeinsam mit Kala ebenfalls durch den Leoparden verloren hatte, auch nicht ersetzen könne. Kala verweigert den Befehl jedoch, adoptiert den Jungen und tauft ihn auf den Namen „Tarzan“. Sie verspricht Kerchak, dass dieser den Jungen kaum bemerken werde (Dir gehört mein Herz). Fortan zieht sie ihn als ihren Sohn inmitten der Sippe auf.
Einige Jahre später hat sich der inzwischen etwa zehnjährige Tarzan mit dem Gorillamännchen Terk angefreundet, der neben seiner Ziehmutter Kala auch der einzige Gorilla ist, mit dem er sich wirklich versteht. Eines Tages bastelt er sich einen Speer, um mit Hilfe Terks an die süßen Früchte in einer Baumkrone gelangen zu können (Du brauchst einen Freund). Als Kerchak die Waffe zu Gesicht bekommt, sieht er den Zeitpunkt gekommen, an dem der Junge der Gorillafamilie mit fortschreitendem Alter gefährlich werden könnte, und vertreibt ihn daher. Daraufhin beschließt Kala, sich von der Sippe zu trennen, um dem jungen Tarzan, den der Silberrücken nicht mehr in deren Nähe lassen möchte, weiterhin beistehen zu können. Kerchak wird von Gewissensbissen geplagt, glaubt jedoch, um der Sicherheit seiner Familie Willen „keine Wahl“ zu haben (Gar keine Wahl). Kala findet Tarzan, der nach einem Grund für Kerchaks Verhalten sucht (Warum, wieso?). Erstmals stellt er Kala die Frage nach seiner Herkunft. Auf diese antwortet die Gorilladame ausweichend und erklärt ihm, dass er trotz aller Unterschiede gar nicht so anders sei.
Es vergeht einige Zeit und aus dem jungen Tarzan wird ein junger Mann (So ein Mann). Kala trifft auf den gealterten Kerchak, während er mit den Kindern der Gorillafamilie spielt. Sie erzählt, dass Tarzan alles dafür täte, um Kerchak eines Tages stolz zu machen. Sie erinnern sich an alte Zeiten, in denen sie Seite an Seite das Leben bestritten. Kerchak fordert Kala auf, doch zu ihm zurückzukommen, sie macht ihm aber klar, dass sie immer noch nicht alleine, sondern nur gemeinsam mit Tarzan käme (Wie Sonne und Mond). Wenig später geht ein Plan Tarzans auf, sich Feuer zunutze zu machen und es gelingt ihm, den Leoparden zu töten. Damit gewinnt er Kerchaks Respekt, der ihn daraufhin wieder in die Gruppe aufnimmt. Als im Dschungel ein Schuss zu vernehmen ist, wird er von Kerchak angewiesen, gemeinsam mit ihm und Kala zum Rest der Sippe zurückzukehren. Nach einem kurzen Kampf mit sich selbst entscheidet sich Tarzan aus Neugierde auf das unbekannte Geräusch jedoch, Kerchak nicht zu folgen, sondern sich in die Richtung, aus der der Schuss zu hören war, zu bewegen. Er bittet stattdessen Terk, Kala zu schützen.
Kurz darauf trifft Tarzan auf eine junge Frau namens Jane Porter, die er zunächst ungesehen aus den Bäumen beobachtet und verfolgt. Jane gibt sich voll und ganz ihrer Begeisterung über die Schönheit der Wesen im Dschungel hin (Auf diesen Tag hab’ ich gewartet), ehe sie von einer Riesenspinne angegriffen wird. Tarzan eilt ihr zu Hilfe und schlägt das Tier in die Flucht. Es gelingt ihm, menschliche Laute von sich zu geben und er bemerkt, nachdem Jane zunächst geneigt war, vor ihm zu fliehen, die äußerlichen Ähnlichkeiten zwischen ihnen, etwa in Bezug auf Hände und Herzschlag, ist sich aber nicht sicher, wie er diese zu deuten hat. Letzteres gilt auch für Jane (Unbekannt).

### Zweiter Akt
Unter Anführung von Terk verwüsten einige Gorillas das Lager des Expeditionsteams, dem auch Jane angehört, ehe diese gemeinsam mit Tarzan in das Lager zurückkehrt (Krach im Lager). Als ein Schuss ertönt, suchen die Gorillas und Tarzan das Weite. Jane berichtet den anderen Expeditionsteilnehmern, unter denen auch ihr Vater, ein Professor, und der arrogant wirkende Expeditionsführer Clayton sowie dessen Handlanger Snipes sind, von ihrer Begegnung mit Tarzan und der Sippe. So könne sie die Vermutung ihres Vaters, dass Gorillas in Gruppen leben, bestätigen. Es stellt sich Claytons wahres Vorhaben heraus, entgegen den ausschließlich guten Absichten der Porters einige Gorillas zu fangen, um sie in der Heimat für teures Geld an Zoos und Zirkusse verkaufen zu können. Unterdessen macht sich der mit den von den Menschen wegziehenden Gorillas wiedervereinte Tarzan angesichts der Begegnung mit Jane Gedanken über seine tatsächliche Herkunft. Als Kala und Kerchak ihm auch auf Nachfrage keine Antwort hierzu geben wollen, beschließt er, in die Nähe des Lagers der Menschen zurückzukehren. Kerchak macht Kala klar, dass sie ihrem Ziehsohn die Wahrheit über seine Geschichte erzählen muss, um zu verhindern, dass dieser die Menschen zu den Gorillas führt. Kala befürchtet jedoch, dass Tarzan sie verlassen wird, wenn er erfährt, woher er kommt.
Tarzan und Jane kommen sich trotz nach wie vor vorhandener Verständigungsschwierigkeiten näher und treffen sich immer wieder. Als Professor Porter seine Tochter darauf anspricht, wird ihm klar, dass sie sich verliebt hat (Wie kein Mann auf dieser Welt). Tarzan taucht in dem Lager auf und wird den anderen Expeditionsteilnehmern vorgestellt. Erstmals fordert ihn Clayton dazu auf, sie zu den Gorillas zu bringen, was Tarzan aber noch verweigert. Während er Jane den Dschungel zeigt, werden auch ihm seine Gefühle ihr gegenüber bewusst. Er macht sie mit seiner Ziehmutter Kala bekannt (Fremde wie ich). Während Terk wegen der ständigen Abwesenheit seines Kumpels von Eifersucht gegenüber Jane geplagt ist, macht sich Kala Sorgen, dass Kerchak herausfinden könnte, dass sich dieser während seiner täglichen Ausflüge bei den Menschen aufhält. Jeder für sich machen sich Tarzan und Jane Gedanken über ihre Gefühle dem jeweils anderen gegenüber (Auf einmal), ehe das Schiff eintrifft, dass die Expediteure wieder zurück nach England bringen soll. Professor Porter sieht sein Ziel der Beobachtung, dass Gorillas wie Menschen in Gruppen beziehungsweise Gesellschaften leben, als erreicht an, auch wenn er im Gegensatz zu seiner Tochter nie selbst einen solchen zu Gesicht bekommen hat.
Jane berichtet Tarzan von ihrer bevorstehenden Abreise und bittet ihn, doch mit ihr zu kommen, auch um die Wahrheit über seine Herkunft zu erfahren. Tarzans Hoffnung, eines Tages zurückkehren zu können, muss sie jedoch als nicht realistisch zerschlagen, lehnt es aber zunächst auch ab, alleine mit Tarzan hier zu bleiben. Clayton, Tarzans Verzweiflung ausnutzend, behauptet ihm gegenüber, dass Jane ganz sicher fahren werde, bekäme man keine Gorillas mehr zu sehen. Tarzan bittet daraufhin Terk darum, aufzupassen, wenn Kerchak beim nächsten Mal unterwegs sei, damit er die Menschen zur Sippe bringen könne (Du brauchst einen Freund (Reprise)). Kerchak jedoch kehrt bereits zurück, als die Menschen noch bei den Gorillas sind. Tarzan kann ihn davon abhalten, sie weitergehend zu attackieren. Der Silberrücken erzählt ihm, dass die Menschen in seiner Jugend seine Familie ausgelöscht hätten und stellt ihn vor die Entscheidung der Zugehörigkeit zu den Menschen oder zu den Gorillas. Kala führt ihn daraufhin zu dem Baumhaus, in dem sie ihn einst als Kleinkind gefunden hatte. Tarzan erscheint sein zehnjähriges Alter Ego, er findet unter anderem ein Bild seiner leiblichen Eltern und ihm wird endgültig bewusst, dass er ein Mensch ist (Wer ich wirklich bin).
Kala wird klar, dass sie Tarzan nicht mehr halten kann. Er versichert ihr jedoch, dass sie für immer seine Mutter bleiben werde (Dir gehört mein Herz (Reprise)). Als Tarzan sich zu den Menschen begibt, sieht Clayton die Gunst der Stunde gekommen, anstelle eines Gorillas den Dschungelmenschen Tarzan zu verkaufen und die Porters dazu über Bord zu werfen. Er bedroht Tarzan mit seinem Gewehr. Kerchak will ihm zu Hilfe eilen, wird aber von Clayton angeschossen. Im darauffolgenden Kampf steht Tarzan kurz davor, Clayton umzubringen, wird jedoch von Porter davon abgehalten, der ihm verspricht, andere Wege zu finden, Clayton zu bestrafen. Kerchak akzeptiert Tarzan erstmals als seinen Sohn und erteilt ihm den Auftrag, in Zukunft an seiner Stelle auf die Sippe achtzugeben; er stirbt in den Armen von Tarzan und Kala (Wie Sonne und Mond (Reprise)). Mit den Worten an Jane, „gar keine Wahl“ zu haben, kehrt Tarzan mit den Gorillas in den Dschungel zurück. Wenig später erscheint er ein letztes Mal auf dem Schiff, um sich von den Porters zu verabschieden. Jane entscheidet sich nun doch, bei ihm zu bleiben, da sie hier alles habe, was sie brauche. Tarzan verspricht ihr, dass dies ihr Zuhause sei (Zwei Welten (Finale)).

## Titelliste
| Erster Akt: 1. Zwei Welten – Two Worlds – Tarzan, Kala und Ensemble 2. Dir gehört mein Herz – You’ll Be in My Heart – Kala und Ensemble 3. Du brauchst einen Freund – Who Better Than Me? – Junger Tarzan und Terk 4. Gar keine Wahl – No Other Way – Kerchak 5. Warum, wieso? – I Need to Know – Junger Tarzan 6. So ein Mann – Son of Man – Tarzan, Terk und Ensemble 7. Wie Sonne und Mond – Sure As Sun Turns to Moon – Kala und Kerchak 8. Auf diesen Tag hab’ ich gewartet – Waiting for This Moment – Jane und Ensemble 9. Unbekannt – Different – Tarzan und Jane | Zweiter Akt: 1. Krach im Lager – Trashin’ the Camp – Terk und Ensemble 2. Wie kein Mann auf dieser Welt – Like No Man I’ve Ever Seen – Jane und Professor Porter 3. Fremde wie ich – Strangers Like Me – Tarzan, Jane und Ensemble 4. Auf einmal – For the First Time – Tarzan und Jane 5. Du brauchst einen Freund (Reprise) – Who Better Than Me? (Reprise) – Tarzan und Terk 6. Wer ich wirklich bin – Everything That I Am – Junger Tarzan, Tarzan und Ensemble 7. Dir gehört mein Herz (Reprise) – You’ll Be in My Heart (Reprise) – Tarzan und Kala 8. Wie Sonne und Mond (Reprise) – Sure As Sun Turns to Moon (Reprise) – Tarzan und Kala 9. Zwei Welten (Finale) – Two Worlds (Finale) – Ensemble |

Die Lieder Zwei Welten, So ein Mann, Krach im Lager, Fremde wie ich und der Charterfolg Dir gehört mein Herz waren bereits Teil des Animationsfilms. Bisher nicht Teil des Musicals war der Song Wer bin ich? (Who am I?) aus der Filmfortsetzung Tarzan 2. Das Lied Leaving Home (Find My Way), ebenfalls aus der Fortsetzung, wurde hingegen speziell für die Musicalfassung umgetextet und unter dem neuen Namen Warum, wieso? (I need to know) verwendet.

## Stationen in der Übersicht

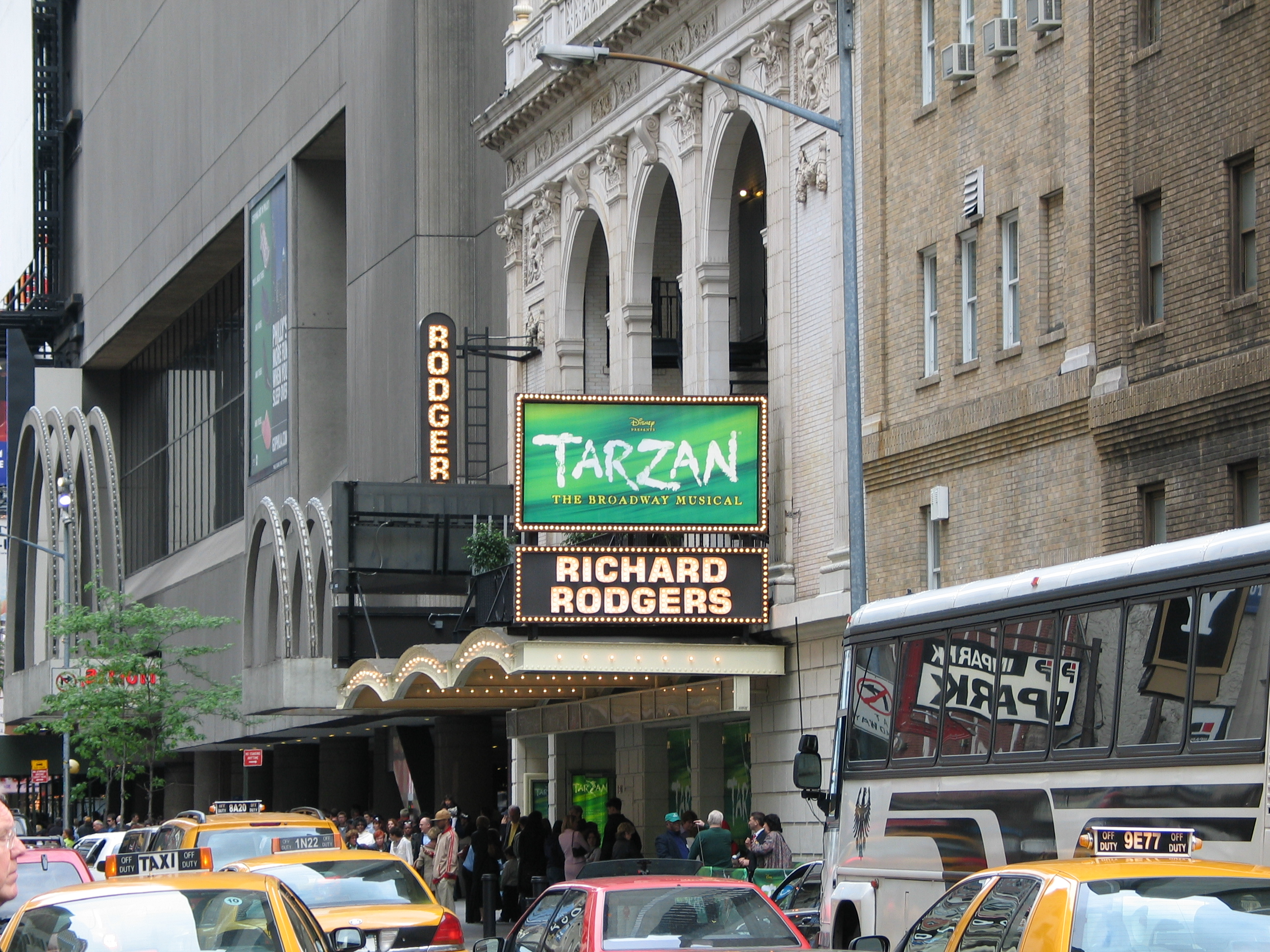
Richard Rodgers Theatre (Mai 2006)
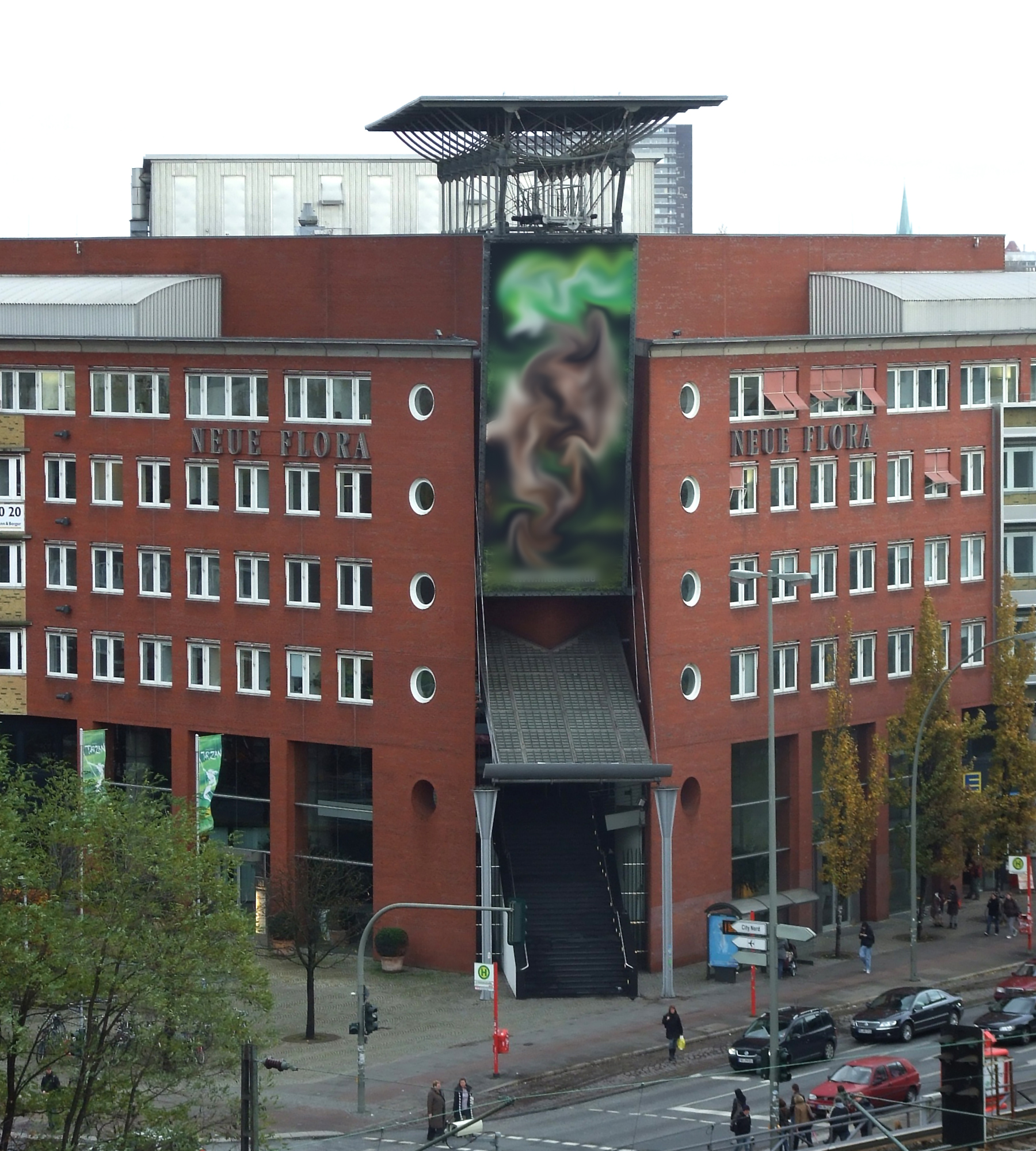
Neue Flora (November 2010)
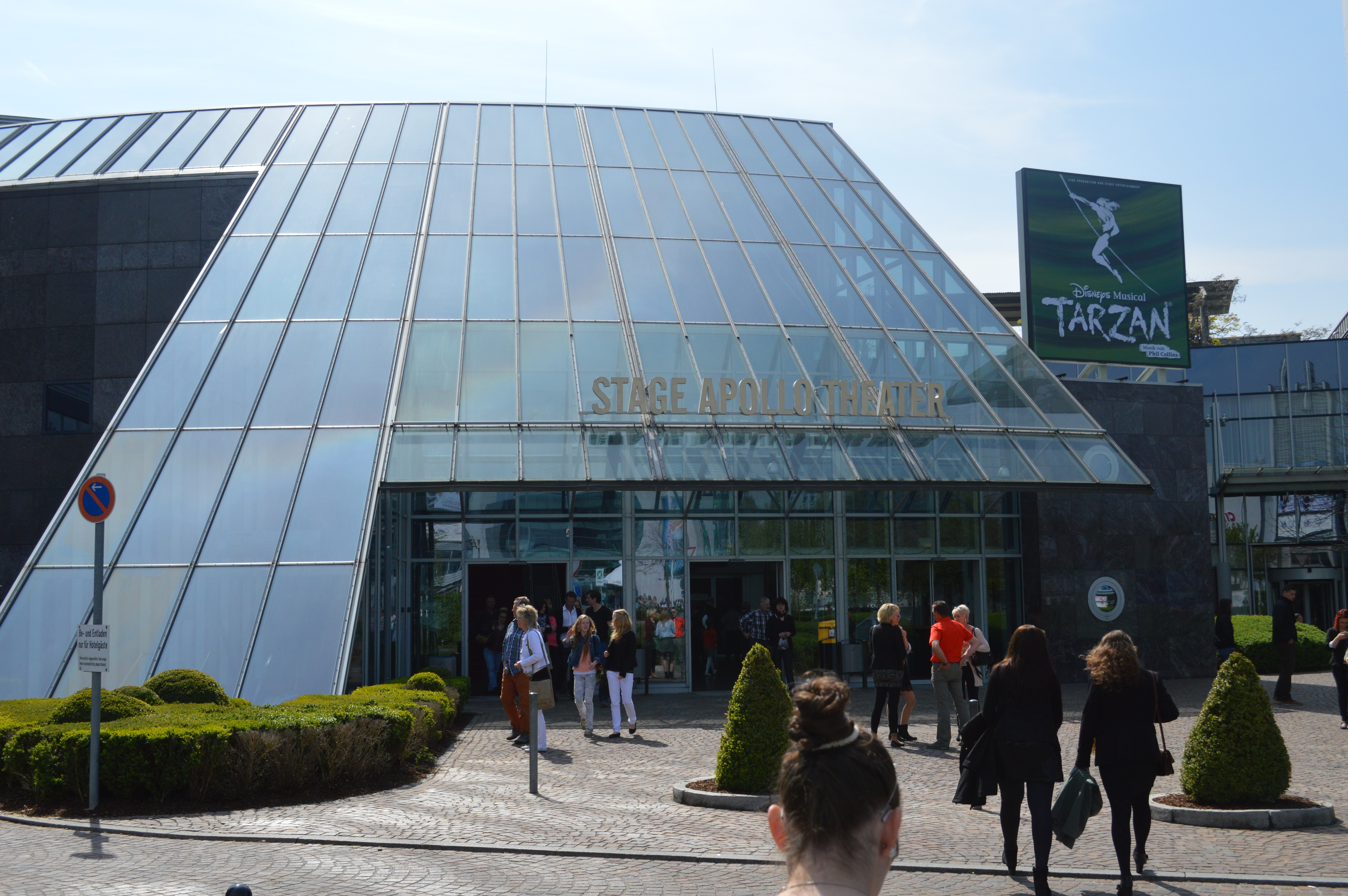
Apollo Theater (April 2014)

 Deutschland
- Hamburg: Stage Theater Neue Flora, 19. Oktober 2008 – 2. Oktober 2013
- Stuttgart: Stage Apollo Theater, 21. November 2013 – 28. August 2016
- Oberhausen: Stage Metronom Theater, 6. November 2016 – 23. September 2018
- Stuttgart: Stage Palladium Theater, 16. November 2023 – 7. September 2025

 Niederlande
- Scheveningen: Circustheater, 15. April 2007 – 24. Mai 2009

 Philippinen
- Manila: 14. Juni 2013 – 7. Juli 2013

 Schweden
- Kristianstad: 16. Februar 2008 – 2009

 Vereinigte Staaten
- New York City: Richard Rodgers Theatre, 10. Mai 2006 – 8. Juli 2007
- Tournee: Augusta, Beverly, Bradenton, Carmel, Peoria, San José, Spartanburg, St. Louis,  Syracuse und Utah

## Besetzung

### Deutschland
| Spielort   | Darsteller (Erstbesetzungen)                           | Darsteller (Erstbesetzungen)                | Darsteller (Erstbesetzungen)                         | Darsteller (Erstbesetzungen)                    | Darsteller (Erstbesetzungen)       | Darsteller (Erstbesetzungen) | Darsteller (Erstbesetzungen)                     |
| Spielort   | Tarzan                                                 | Jane                                        | Kala                                                 | Kerchak                                         | Terk                               | Porter                       | Clayton                                          |
| ---------- | ------------------------------------------------------ | ------------------------------------------- | ---------------------------------------------------- | ----------------------------------------------- | ---------------------------------- | ---------------------------- | ------------------------------------------------ |
| Hamburg    | Anton Zetterholm Alexander Klaws Gian Marco Schiaretti | Elisabeth Hübert Ina Trabesinger Merle Hoch | Ana Milva Gomes Peti van der Velde Melanie Ortner    | Andreas Lichtenberger Kevin Kraus Ethan Freeman | Rommel Singson Emanuele Caserta    | Japeth Myers Jeff Shankley   | Rudi Reschke                                     |
| Stuttgart  | Gian Marco Schiaretti                                  | Merle Hoch                                  | Melanie Ortner-Stassen Willemijn Verkaik Anna Thorén | Andreas Lichtenberger Jan Ammann                | Emanuele Caserta Arcangelo Vigneri | Japeth Myers Maik Lohse      | Rudi Reschke Léon Roeven                         |
| Oberhausen | Alexander Klaws Josh Strickland Anton Zetterholm       | Tessa Sunniva van Tol                       | Sabrina Weckerlin Sophia Wezer                       | Patrick Stanke Andreas Lichtenberger            | Massimiliano Pironti Jeffrey Socia | Japeth Myers                 | Patrick Imhof Rudi Reschke                       |
| Stuttgart  | Terence van der Loo                                    | Vajèn van den Bosch Judith Caspari          | Sidonie Smith Marle Martens                          | Dániel Rákász                                   | Elindo Avastia                     |                              | Ludo van der Winkel Luciano Mercoli Richy Müller |

Die Darsteller der Hauptfiguren Tarzan und Jane für die Premiere des Musicals in Deutschland im Oktober 2008 – Anton Zetterholm und Elisabeth Hübert – wurden zwischen Februar und Mai 2008 in der in Kooperation mit Stage Entertainment auf Sat.1 ausgestrahlten Castingshow Ich Tarzan, Du Jane! mit Moderator Hugo Egon Balder ermittelt. Im Mai 2010 wurde Anton Zetterholm durch Alexander Klaws abgelöst. Sein Debüt als Tarzan gab er am 25. Mai 2010. Ab dem 1. Dezember 2011 spielte Ina Trabesinger die Jane, die sie bereits im Jahr zuvor für einige Wochen an Stelle von Hübert verkörpert hatte. Trabesinger war bereits als Teilnehmerin bei Ich Tarzan, Du Jane! um die Rolle angetreten, wo sie Hübert im Finale unterlegen war. Klaws und Trabesinger verabschiedeten sich am 2. Juni 2013 von der Produktion. Ihre Nachfolger bis zur Hamburger Dernière im Oktober 2013 wurden Gian Marco Schiaretti und Merle Hoch. Beide übernahmen die Rollen auch während der kompletten Stuttgarter Spielzeit von November 2013 bis August 2016. In Oberhausen schlüpfte zunächst erneut Alexander Klaws als Erstbesetzung in die Titelrolle, als Jane war Tessa Sunniva van Tol zu sehen. Nach sechs Monaten Spielzeit folgte im Mai 2017 Josh Strickland auf Klaws. Strickland hatte den Tarzan bereits in der Originalversion am Broadway gespielt. Später übernahm die Titelrolle von August bis November 2017 noch einmal Anton Zetterholm, der von Ende November 2017 an bis zur Dernière im September 2018 erneut durch Josh Strickland abgelöst wurde. In der Neuinszenierung, die ab November 2023 in Stuttgart aufgeführt werden soll, wird Terence van der Loo die Rolle Tarzan verkörpern, währen Vajèn van den Bosch als Jane zu sehen sein wird. Van den Bosch wurde im März 2024 durch Judith Caspari abgelöst. Anfang 2025 kehrt Alexander Klaws in der Rolle des Tarzan für einige Gastspiele zurück.
Die Premierenbesetzungen der „Affeneltern“ Kala und Kerchak übernahmen 2008 Ana Milva Gomes und Andreas Lichtenberger. Beide verließen die Produktion 2009 und wurden durch Peti van der Velde und Kevin Kraus ersetzt. 2011 übernahmen Melanie Ortner und Ethan Freeman die Rollen. Im Juni 2013 wurden Ethan Freeman und Rommel Singson, der seit der Premiere den Terk gespielt hatte, von dem zurückkehrenden Andreas Lichtenberger sowie Emanuele Caserta in der Erstbesetzung abgelöst. Ortner, Lichtenberger und Caserta zogen im Herbst 2013 mit dem Musical nach Stuttgart. Ab Juli 2014 spielte Jan Ammann den Kerchak und ab Juni 2015 Arcangelo Vigneri den Terk. Ende August 2015 verabschiedete sich Melanie Ortner-Stassen (vormals Ortner) nach vier Jahren als Erstbesetzung der Kala in Hamburg und Stuttgart von dem Musical. Ihre Nachfolgerin wurde Willemijn Verkaik. Anfang Juni 2016 übernahmen Anna Thorén und wiederum Andreas Lichtenberger die Rollen von Verkaik und Ammann für die letzten Monate der Produktion in Stuttgart. In Oberhausen spielte zunächst Sabrina Weckerlin die Kala, Patrick Stanke den Kerchak und Massimiliano Pironti den Terk. Das Trio wurde im September 2017 von Sophia Wezer als Kala, abermals Andreas Lichtenberger als Kerchak sowie Jeffrey Socia als Terk abgelöst. Lichtenberger pausierte von März bis Mai 2018 für zwei Monate von der Rolle und wurde in diesem Zeitraum von Stanke vertreten. In Oberhausen übernahm Stuart Sumner zeitweise die Titelrolle des Tarzan als Erstbesetzung.
Die kleineren Nebenrollen des Professors Porter und des Bösewichts Clayton wurden mit Unterbrechungen an allen drei Standorten des Musicals von Japeth Myers beziehungsweise Rudi Reschke gespielt. Blieb Reschke der Hamburger Produktion während der gesamten Spielzeit erhalten, wurde Myers zwischenzeitlich von Jeff Shankley ersetzt und kehrte 2013 in die Rolle zurück. In Stuttgart spielten neben Myers und Reschke auch Maik Lohse den Porter sowie Léon Roeven den Clayton. Neben Myers als Porter übernahm in Oberhausen zunächst Patrick Imhof die Rolle als Clayton, ehe er im September 2017 von Reschke abgelöst wurde.

### Vereinigte Staaten
In der Originalbesetzung am Broadway waren vertreten:
- Josh Strickland als Tarzan
- Jennifer Gambatese als Jane
- Merle Dandridge als Kala
- Shuler Hensley als Kerchak
- Chester Gregory als Terk
- Daniel Manche und Alex Rutherford als Junger Tarzan
- Timothy Jerome als Porter
- Donnie Keshawarz als Clayton

## Unterschiede zwischen Film und Musical
Während Terk im Animationsfilm ein weiblicher Gorilla ist, ist die Rolle im Musical ein männlicher Part. Die Figur des Elefanten Tantor, mit dem sich Tarzan im Film anfreundet, entfällt im Musical. In der Situation, in der sich Tarzan und Jane zum ersten Mal begegnen, rettet er sie im Film vor Pavianen anstelle einer Riesenspinne. Der Clayton ist im Musical Amerikaner statt Brite und es wird sein romantisches Interesse an Jane deutlich. Im abschließenden Kampf mit Tarzan erhängt er sich im Film an einer Schlingpflanze, wohingegen er im Musical von Tarzan überwältigt und anschließend im Bauch des britischen Schiffes eingesperrt wird. Anders als im Film taucht der Vater von Jane Porter nicht auf, da er bereits verstorben ist, wird aber in Janes Monologen erwähnt.

## Rezeption
Eine Studioaufnahme mit der Broadway-Originalbesetzung unter dem Titel Tarzan: The Broadway Musical erschien am 27. Juni 2006. Das Album stieg auf Platz drei in die Billboard 200 ein. Im Oktober 2008 folgte eine deutschsprachige Aufnahme mit der Hamburger Premierenbesetzung. Die niederländische Produktion wurde in den Jahren 2007 und 2008 für den John Kraaijkamp Musical Award nominiert. 2007 erhielten Tarzan-Darsteller Ron Link den Award als „Breakthrough-Talent“ des Jahres und Terk-Darsteller Clayton Peroti den Award als bester Nebendarsteller. 2008 wurde Tarzan als bestes abendfüllendes Musical ausgezeichnet.
Sylke Wohlschiess von Musicalspot schrieb in ihrer Rezension zu Tarzan in Stuttgart:

„Trotz der eingängigen Musik, insbesondere dem auch durch die Popcharts bekannten Hit „Dir gehört mein Herz“, lebt das Musical in allererster Linie vom gelungenen Zusammenwirken von Bühnentechnik, Akrobatik und vielfältiger Ausstattung. Insofern fällt nicht ganz so sehr ins Gewicht, dass […] nur acht Musiker live agieren und der Klang durch die vielen Keyboard-Samples doch ziemlich synthetisch ausfällt. Im Zeitraffer läuft die Vorgeschichte ab: Schiffsunglück, knappe Rettung, Tötung der Eltern durch den Leoparden und Tarzans Rettung durch Gorilladame Kala. Diffuses blaugraues Licht und Nebel simulieren täuschend echt die Meerestiefen, durch die Tarzans Eltern sinken, bevor sie sich ans Ufer retten. Das Bühnenbild wird optisch gekippt, ein Strand steht hochkant, die an Seilen befestigten Darsteller gehen im 90-Grad-Winkel nach unten – ein großartiger Effekt. […] „Tarzan“ in Stuttgart ist eine faszinierende Mischung aus atemberaubenden Flugszenen, einem gewaltigen Farbrausch, einer geradezu überwältigenden Bilderfülle und […] grandiosen Darstellern.“

Dominik Lapp von Kulturfeder bezeichnete Tarzan in Oberhausen als „kurzweilige Unterhaltung“:

„Eindrucksvoll beginnt das Stück bereits, obwohl es noch gar nicht wirklich begonnen hat. Denn auf dem Vorhang ist ein projiziertes Schiff zu sehen, das vor der afrikanischen Küste treibt. Wellen- und Dschungelgeräusche stimmen das Publikum bereits vor der Vorstellung darauf ein, was es in den kommenden zweieinhalb Stunden zu sehen bekommt. Im Vergleich mit anderen Disney-Musicals hat „Tarzan“ zwar nicht das aufwändigste Bühnenbild, doch das ist auch gar nicht nötig, da das Ensemble so vor allem viel Platz für akrobatische Einlagen hat. […] Die Musik von Phil Collins […] ist eingängige und äußerst gefällige Popmusik, die schnell ins Ohr geht und zahlreiche Ohrwürmer bereithält. […] Letztendlich ist „Tarzan“ in Oberhausen nach wie vor eine gut gemachte Erlebnisshow und dürfte sich für Stage Entertainment weiterhin als Publikumsmagnet erweisen. Das Disney-Musical bietet eine gelungene Mischung aus Komödie, Drama und Romantik […]. Die durchweg starke Darstellerriege macht den Besuch in jedem Fall lohnend. Kurzweilige Unterhaltung garantiert.“

## Tarzan – Musical-Version Theater Liberi
Das auf Familienmusicals spezialisierte Theater Liberi aus Bochum lancierte im Jahr 2022 eine Version des Tarzan-Musicals mit eigener Musik und eigenem Text. Die Musik stammt von den beiden Hauskomponisten Hans Christian Becker und Christoph Kloppenburg. Das Stück wird seit 2022 in verschiedenen großen und mittelgroßen Städten in Deutschland, Österreich, Schweiz und Luxemburg aufgeführt.

## Belege
1. 1 2 3 4 5  TARZAN Musical. Musical1, abgerufen am 16. März 2020.
2. ↑  Tarzan by Phil Collins and David Henry Hwang. Broadway Musical Home, abgerufen am 16. März 2020.
3. ↑  Klaus Irler: Die Gefühlsverstärker. Die Tageszeitung, 23. November 2014, abgerufen am 16. März 2020.
4. 1 2  Marcel Auermann: Jetzt ist es offiziell: Musical „Tarzan“ kommt. Stimme.de, 13. Dezember 2012, abgerufen am 16. März 2020.
5. ↑  Gisela Schütte: „Tarzan“ wird zum Musical der Superlative. Welt, 11. August 2008, abgerufen am 16. März 2020.
6. 1 2  Tarzans Jane kann auch ohne Alexander Klaws. Schlagerplanet, 13. Juli 2013, abgerufen am 16. März 2020.
7. ↑  Matthias Ring: Wenn Herzen im Flug erobert werden. Stuttgarter Zeitung, 22. November 2013, abgerufen am 16. März 2020.
8. ↑  Dominique Leibbrand: „Tarzan“ verabschiedet sich mit Rekordzahlen. swp.de, 30. August 2016, abgerufen am 16. März 2020.
9. 1 2 3 4  Christoph Gedon: Hauptdarsteller für „Tarzan“ in Oberhausen bekannt. Musicalzone, 26. April 2016, abgerufen am 16. März 2020.
10. ↑  Dirk Hein: Tarzan verlässt Oberhausen – Abschied vom Musical steht fest. Westdeutsche Allgemeine Zeitung, 28. Februar 2018, abgerufen am 16. März 2020.
11. 1 2 3 4  Tarzan. König der Affen. Musicalzentrale, abgerufen am 16. März 2020.
12. 1 2  Tarzan. Dir gehört mein Herz. Musicalzentrale, abgerufen am 16. März 2020.
13. 1 2 3  Tarzan. Du brauchst einen Freund. Musicalzentrale, abgerufen am 16. März 2020.
14. 1 2  CHRISTOPH GEDON: Besetzung für „Tarzan – Das Musical“ in Stuttgart 2023 bekannt. Musicalzone.de, 29. August 2023, abgerufen am 29. August 2023.
15. ↑  Maike Jansen: Spargeltarzan triumphiert bei Casting-Show. Die Welt, 3. Mai 2008, abgerufen am 5. Juni 2020.
16. ↑  Alexander Klaws wird neuer Musical-Tarzan. tz, 10. Mai 2010, abgerufen am 16. März 2020.
17. ↑  Jennifer Binder: Lübecks Jane gibt Tarzan den Laufpass. LN Online, 7. Dezember 2011, abgerufen am 9. Juni 2020.
18. ↑  Trabesinger erneut als Jane bei „Tarzan“ in Hamburg. Musicalzentrale, 6. Dezember 2011, abgerufen am 22. Mai 2024.
19. ↑  „Schuh des Manitu“: Neuer Job für Alexander Klaws. T-Online, 22. Januar 2013, abgerufen am 16. März 2020.
20. ↑  Castwechsel bei „Tarzan“ in Hamburg. United Musicals, 5. Juni 2013, abgerufen am 9. Juni 2020.
21. ↑  Felix Ehring: „Ich Jane!“ Die Zeit, 29. Mai 2013, abgerufen am 4. Juni 2020.
22. ↑  Hauptdarsteller in Stuttgart vorgestellt. Stuttgarter Zeitung, 25. April 2013, abgerufen am 16. März 2020.
23. ↑  Silke Heidenblut: Josh Strickland als Tarzan im Metronom Theater: Broadway-Feeling in Oberhausen. Wochenanzeiger, 17. Mai 2017, abgerufen am 16. März 2020.
24. ↑  Zetterholm folgt auf Strickland als Tarzan in Oberhausen. Westdeutsche Allgemeine Zeitung, 7. Juli 2017, abgerufen am 16. März 2020.
25. ↑  Simone Gerdesmeier: Erneuter Cast-Wechsel: Josh Strickland kommt zurück zu TARZAN. Musical1, 15. November 2017, abgerufen am 16. März 2020.
26. ↑  Uwe Bogen: Disneys „Eiskönigin“ startet im November: Wer Elsa und Anna in Stuttgart spielen darf. In: Stuttgarter Nachrichten. 25. September 2024, abgerufen am 25. September 2024.
27. ↑  Uwe Bogen: Klaws wird auf der Bühne des Stage Palladium Theaters wieder zu „Tarzan“. In: Stuttgarter Nachrichten. 11. September 2024, abgerufen am 25. September 2024.
28. 1 2  Barbara Kern: Eine neue Dimension – Tarzan in Hamburg. United Musicals, 20. Oktober 2008, abgerufen am 5. Juni 2020.
29. ↑  Ana Milva Gomes. Musical1, abgerufen am 5. Juni 2020.
30. ↑  Christian Demme: Interview mit einem Oger – Andreas Lichtenberger im Interview. Musical1, 7. Januar 2015, abgerufen am 5. Juni 2020.
31. ↑  Simone Gerdesmeier: Willemijn Verkaik wird die neue Kala in TARZAN. Musical1, 2. Juli 2015, abgerufen am 5. Juni 2020.
32. ↑  Stefanie Müller: Anna Thorén und Andreas Lichtenberger neu bei TARZAN. Musical1, 6. Mai 2016, abgerufen am 5. Juni 2020.
33. ↑  Tarzan-Musical ohne ihn - Alexander Klaws liegt wegen Hörsturz flach. 14. Januar 2017, abgerufen am 12. April 2025.
34. ↑  Carina Wündsch: Castwechsel im Musical „Tarzan“ | Just-Musicals.de. Abgerufen am 12. April 2025 (deutsch).
35. ↑  Silke Heidenblut: Disneys Musical Tarzan: Zehn Jahre zwei Welten, eine Familie. Wochenanzeiger Oberhausen, 29. Juni 2018, abgerufen am 9. Juni 2020.
36. ↑  Carolin Zaniewicz: „Tarzan“. Focus Online, 14. Januar 2016, abgerufen am 9. Juni 2020.
37. ↑  Complete Cast Announced for New Broadway Musical Tarzan. Broadway.com, 8. Dezember 2005, abgerufen am 16. März 2020 (englisch).
38. ↑  Sylke Wohlschiess: Willkommen im Dschungel: Rezension „Disneys Tarzan“ in Stuttgart. Musicalspot, abgerufen am 16. März 2020.
39. ↑  Dominik Lapp: Kurzweilige Unterhaltung: „Tarzan“ in Oberhausen. Kulturfeder, 11. August 2017, abgerufen am 16. März 2020.
40. ↑  https://www.facebook.com/Theaterliberi/videos/interview-mit-lars-arend-inhaber-von-theater-liberi/394669415109514/